# Cecilio Waterman
Cecilio Waterman, vollständiger Name Cecilio Alfonso Waterman Ruiz, (* 13. April 1991 in Panama-Stadt) ist ein panamaischer Fußballspieler.

## Karriere

### Verein
Cecilio Waterman stand zu Beginn seiner Karriere in Reihen des panamaischen Erstligisten Sporting San Miguelito und bestritt in der Saison 2010/11 vier Ligaspiele, bei denen er ein Mal ins gegnerische Tor traf. Seit der Clausura 2011 spielt er für CA Fénix in Uruguay. In der Spielzeit 2011/12 wurde er beim Klub aus Montevideo 15-mal in der Primera División eingesetzt und schoss zwei Tore. In der Saison 2012/13 folgten 22 weitere Erstligaeinsätze (fünf Tore), 2013/14 kam er 24-mal (vier Tore) in der Primera División zum Einsatz. In der Spielzeit 2014/15 wurde er 22-mal (zwei Tore) in der höchsten uruguayischen Spielklasse eingesetzt. Während der Saison 2015/16 stehen 24 weitere Erstligaeinsätze (ein Tor) für ihn zu Buche. In der Saison 2016 kamen – jeweils persönlich torlos – ein Erstligaspiel und zwei Begegnungen in der Copa Sudamericana 2016 hinzu. Anfang September 2016 wechselte er zum Venados FC. Für die Mexikaner lief er zehn Mal (kein Tor) in der Liga auf.

### Nationalmannschaft
Waterman gehörte dem Kader der panamaischen U-20-Auswahl an, der an der CONCACAF-U-20-Meisterschaft 2011 teilnahm. Bei diesem Turnier lief er sechsmal auf und erzielte die gleiche Anzahl an Treffern. Auch war er Mitglied des panamaischen Aufgebots bei der U-20-Weltmeisterschaft 2011 in Kolumbien. Dort kam er in drei Turnierbegegnungen (kein Tor) zum Einsatz. Überdies wurde Waterman 2012 in vier Spielen der CONCACAF-Olympiaqualifikation in der U-23 Panamas aufgestellt und schoss ein Tor. In der A-Nationalmannschaft Panamas werden seit 2010 sieben Länderspiele (kein Tor) mit seiner Beteiligung geführt. Im Jahr 2013 belegte er beim CONCACAF Gold Cup mit Panama den zweiten Platz, wozu er mit vier Einsätzen beitrug. Am 6. September 2013 bestritt er die WM-Qualifikationspartie gegen Jamaika.

### Sonstiges
Am 22. Dezember 2013 wurde Waterman in Pedregal in seiner Heimat Panama, wo er sich im Urlaub nach Abschluss der uruguayischen Apertura aufhielt, kurzzeitig von der Polizei festgenommen. Ihm wurde vorgeworfen, mit Freunden in der Öffentlichkeit Alkohol konsumiert und sich respektlos gegenüber der Polizei verhalten zu haben.